# Яроцкий, Иван Михайлович
Ива́н Миха́йлович Яро́цкий (5 [18] июня 1916 года — 25 июля 1980 года) — участник Советско-японской войны, старший лейтенант. Командир роты автоматчиков 390-го батальона морской пехоты 13-й бригады морской пехоты Тихоокеанского флота, Герой Советского Союза.

## Биография
Родился 5 июня (18 июня по новому стилю) 1916 года в селе Подгорное Самарского района Восточно-Казахстанской области Казахстана в семье крестьянина. Русский.
Окончил 7 классов. С 15 лет начал работать в колхозе, окончил курсы трактористов, а в 1936 году — школу механизаторов сельского хозяйства, работал бригадиром тракторной бригады Краснопартизанской МТС.
В 1937 году был призван в ряды Красной Армии. В 1938 году курсантом полковой школы принимал участие в военных действиях у озера Хасан. В 1939 году окончил курсы младших лейтенантов первой Краснознамённой Дальневосточной армии. В 1940 году младший лейтенант Яроцкий прибыл на Тихоокеанский флот командиром роты 13-й бригады морской пехоты. Член ВКП(б)/КПСС с 1942 года. Участник войны с Японией в 1945 году.
13 августа 1945 года рота автоматчиков под командованием старшего лейтенанта Яроцкого, совместно со 140-м разведывательным отрядом старшего лейтенанта Леонова, высадилась в тылу японских войск в порту Сейсин (Чхончжин, Северная Корея). Моряки с ходу овладели железнодорожным и шоссейным мостами через реку и перерезали все коммуникации в Сейсине. Четверо суток десантники сражались в тылу врага. В ходе боя Яроцкий был трижды ранен, но остался в строю и руководил действиями десанта до подхода основных сил бригады.
Указом Президиума Верховного Совета СССР от 14 сентября 1945 года за образцовое выполнение боевых заданий командования на фронте борьбы с японскими милитаристами, доблесть и отвагу старшему лейтенанту Яроцкому Ивану Михайловичу присвоено звание Героя Советского Союза с вручением ордена Ленина и медали «Золотая Звезда» (№ 7155).
После войны продолжал службу в Вооружённых Силах. Работал старшим преподавателем тактики Военного училища морской пехоты в городе Выборге Ленинградской области вплоть до его расформирования в 1956 году. С 1971 года подполковник Яроцкий — в запасе. Жил в городе Пушкине Ленинградского горсовета. Работал в учебных мастерских.
Умер 25 июля 1980 года. Похоронен на Казанском кладбище города Пушкина.

## Награды
- Медаль Золотая Звезда;
- орден Ленина;
- орден Отечественной войны 1-й степени;
- орден Красной Звезды;
- медали.